# Roquessels
Roquessels [ʁɔkə.sɛl] (en occitan Ròcacèls ['rɔko̞.'sɛls]) est une commune française située dans le centre du département de l'Hérault en région Occitanie.
Exposée à un climat méditerranéen, elle est drainée par le Libron, la Thongue et par divers autres petits cours d'eau. La commune possède un patrimoine naturel remarquable composé d'une zone naturelle d'intérêt écologique, faunistique et floristique.
Roquessels est une commune rurale qui compte 111 habitants en 2022, après avoir connu un pic de population de 216 habitants en 1876.  Ses habitants sont appelés les Roquessellois ou  Roquesselloises.

## Géographie

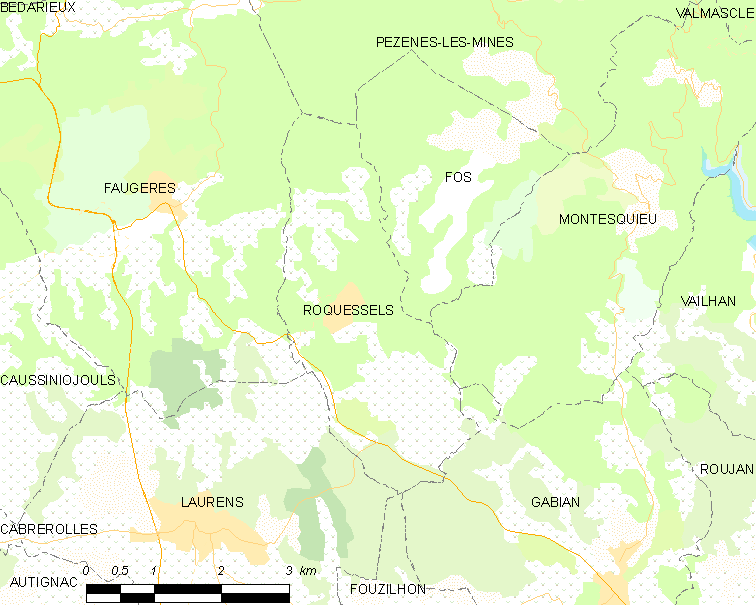
Carte

### Communes limitrophes
|          | Pézènes-les-Mines           | Fos         |
| Faugères | Roquessels                  | Montesquieu |
| Laurens  | Fouzilhon (point quadruple) | Gabian      |

### Climat
Pour des articles plus généraux, voir Climat de l'Occitanie et Climat de l'Hérault.
En 2010, le climat de la commune est de type climat méditerranéen franc, selon une étude s'appuyant sur une série de données couvrant la période 1971-2000. En 2020, Météo-France publie une typologie des climats de la France métropolitaine dans laquelle la commune est exposée à un climat méditerranéen et est dans la région climatique  Provence, Languedoc-Roussillon, caractérisée par une pluviométrie faible en été, un très bon ensoleillement (2 600 h/an), un été chaud (21,5 °C), un air très sec en été, sec en toutes saisons, des vents forts (fréquence de 40 à 50 % de vents > 5 m/s) et peu de brouillards.
Pour la période 1971-2000, la température annuelle moyenne est de 13,4 °C, avec une amplitude thermique annuelle de 15,8 °C. Le cumul annuel moyen de précipitations est de 820 mm, avec 6,9 jours de précipitations en janvier et 2,9 jours en juillet. Pour la période 1991-2020, la température moyenne annuelle observée sur la station météorologique la plus proche, située sur la commune de Bédarieux à 9 km à vol d'oiseau, est de 13,7 °C et le cumul annuel moyen de précipitations est de 982,0 mm,. Pour l'avenir, les paramètres climatiques de la commune estimés pour 2050 selon différents scénarios d'émission de gaz à effet de serre sont consultables sur un site dédié publié par Météo-France en novembre 2022.

### Milieux naturels et biodiversité

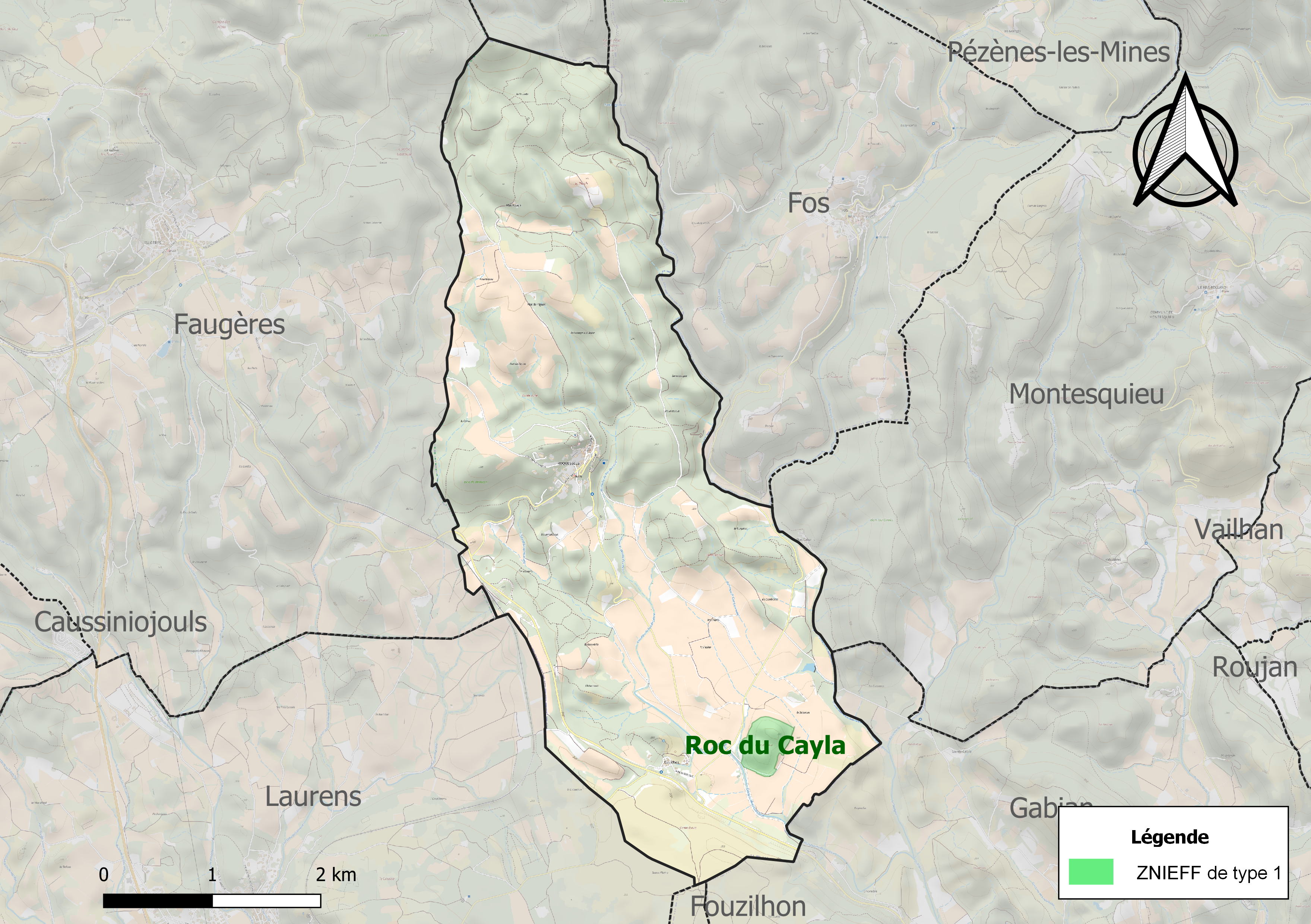
Carte de la ZNIEFF de type 1 localisée sur la commune.

L’inventaire des zones naturelles d'intérêt écologique, faunistique et floristique (ZNIEFF) a pour objectif de réaliser une couverture des zones les plus intéressantes sur le plan écologique, essentiellement dans la perspective d’améliorer la connaissance du patrimoine naturel national et de fournir aux différents décideurs un outil d’aide à la prise en compte de l’environnement dans l’aménagement du territoire.
Une ZNIEFF de type 1 est recensée sur la commune :
les « Roc du Cayla » (9 ha).

## Urbanisme

### Typologie
Au 1er janvier 2024, Roquessels est catégorisée commune rurale à habitat dispersé, selon la nouvelle grille communale de densité à sept niveaux définie par l'Insee en 2022.
Elle est située hors unité urbaine et hors attraction des villes,.

### Occupation des sols
L'occupation des sols de la commune, telle qu'elle ressort de la base de données européenne d’occupation biophysique des sols Corine Land Cover (CLC), est marquée par l'importance des forêts et milieux semi-naturels (57,7 % en 2018), en diminution par rapport à 1990 (66,6 %). La répartition détaillée en 2018 est la suivante : 
forêts (47,3 %), cultures permanentes (39,5 %), milieux à végétation arbustive et/ou herbacée (10,3 %), zones urbanisées (2,8 %). L'évolution de l’occupation des sols de la commune et de ses infrastructures peut être observée sur les différentes représentations cartographiques du territoire : la carte de Cassini (XVIIIe siècle), la carte d'état-major (1820-1866) et les cartes ou photos aériennes de l'IGN pour la période actuelle (1950 à aujourd'hui).

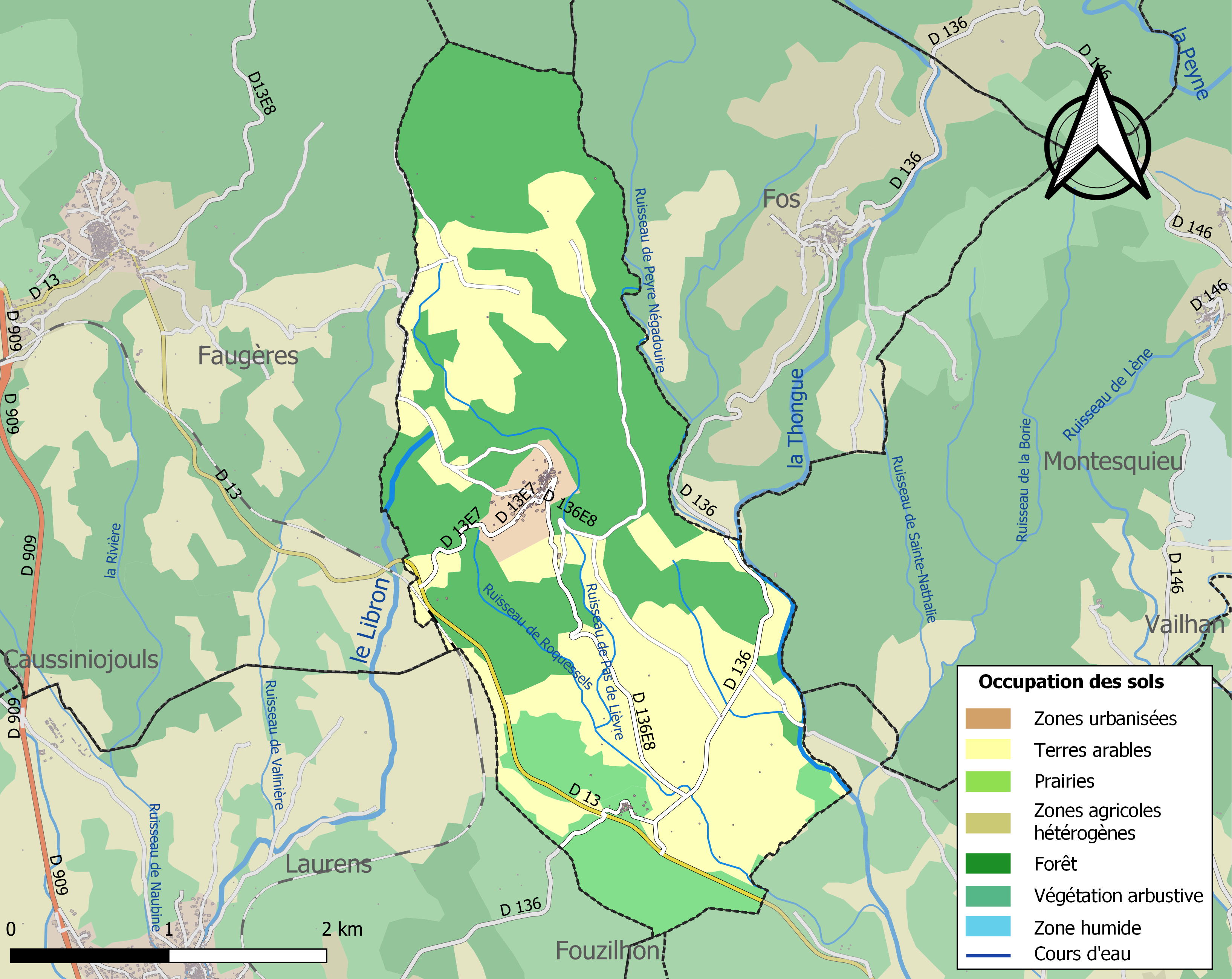
Carte des infrastructures et de l'occupation des sols de la commune en 2018 (CLC).

### Risques majeurs
Le territoire de la commune de Roquessels est vulnérable à différents aléas naturels : météorologiques (tempête, orage, neige, grand froid, canicule ou sécheresse), inondations, feux de forêts et séisme (sismicité très faible). Il est également exposé à un risque particulier : le risque de radon. Un site publié par le BRGM permet d'évaluer simplement et rapidement les risques d'un bien localisé soit par son adresse soit par le numéro de sa parcelle.

#### Risques naturels
Certaines parties du territoire communal sont susceptibles d’être affectées par le risque d’inondation par débordement de cours d'eau, notamment le Libron et la Thongue. La commune a été reconnue en état de catastrophe naturelle au titre des dommages causés par les inondations et coulées de boue survenues en 1982, 1987, 1990, 1996, 2014 et 2019,.
Roquessels est exposée au risque de feu de forêt. Un plan départemental de protection des forêts contre les incendies (PDPFCI) a été approuvé en juin 2013 et court jusqu'en 2022, où il doit être renouvelé. Les mesures individuelles de prévention contre les incendies sont précisées par deux arrêtés préfectoraux et s’appliquent dans les zones exposées aux incendies de forêt et à moins de 200 mètres de celles-ci. L’arrêté du 25 avril 2002 réglemente l'emploi du feu en interdisant notamment d’apporter du feu, de fumer et de jeter des mégots de cigarette dans les espaces sensibles et sur les voies qui les traversent sous peine de sanctions. L'arrêté du 11 mars 2013 rend le débroussaillement obligatoire, incombant au propriétaire ou ayant droit,.

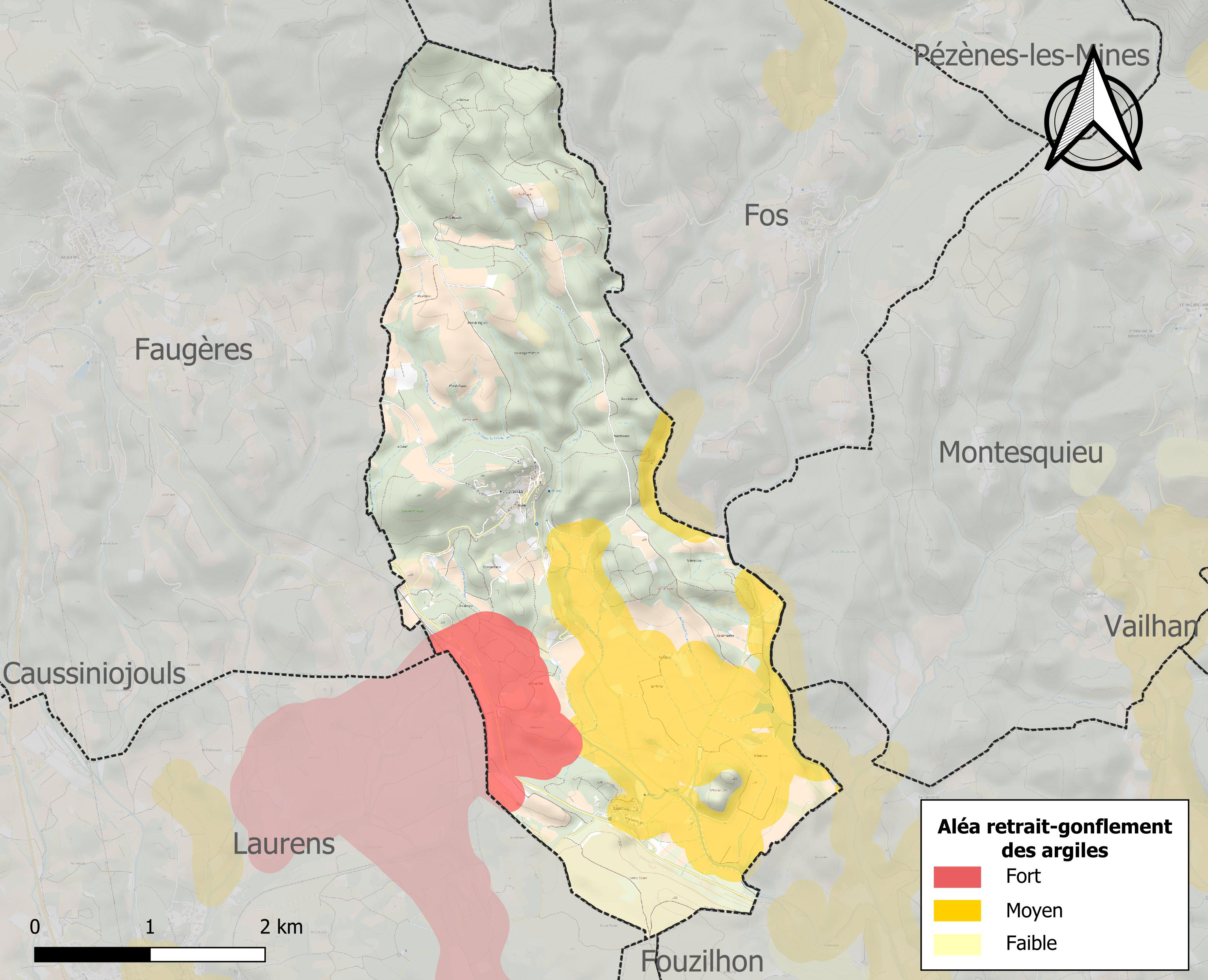
Carte des zones d'aléa retrait-gonflement des sols argileux de Roquessels.

Le retrait-gonflement des sols argileux est susceptible d'engendrer des dommages importants aux bâtiments en cas d’alternance de périodes de sécheresse et de pluie. 29,4 % de la superficie communale est en aléa moyen ou fort (59,3 % au niveau départemental et 48,5 % au niveau national). Sur les 88 bâtiments dénombrés sur la commune en 2019, 16 sont en aléa moyen ou fort, soit 18 %, à comparer aux 85 % au niveau départemental et 54 % au niveau national. Une cartographie de l'exposition du territoire national au retrait gonflement des sols argileux est disponible sur le site du BRGM,.
Par ailleurs, afin de mieux appréhender le risque d’affaissement de terrain, l'inventaire national des cavités souterraines permet de localiser celles situées sur la commune.

#### Risque particulier
Dans plusieurs parties du territoire national, le radon, accumulé dans certains logements ou autres locaux, peut constituer une source significative d’exposition de la population aux rayonnements ionisants. Certaines communes du département sont concernées par le risque radon à un niveau plus ou moins élevé. Selon la classification de 2018, la commune de Roquessels est classée en zone 2, à savoir zone à potentiel radon faible mais sur lesquelles des facteurs géologiques particuliers peuvent faciliter le transfert du radon vers les bâtiments.

## Toponymie
La commune a été connue sous les variantes : « Roquezel », « Roquezels », « Roquezelz », « Rocosellum », « Rocozel » et « Roquecels »,, « territorio de Rocacels » (1139), « de Rocozello » (1264, « prior de Rocacellis » (1323), « de Rocozello » (1264, « de Rocaselhs » (1344).

## Histoire

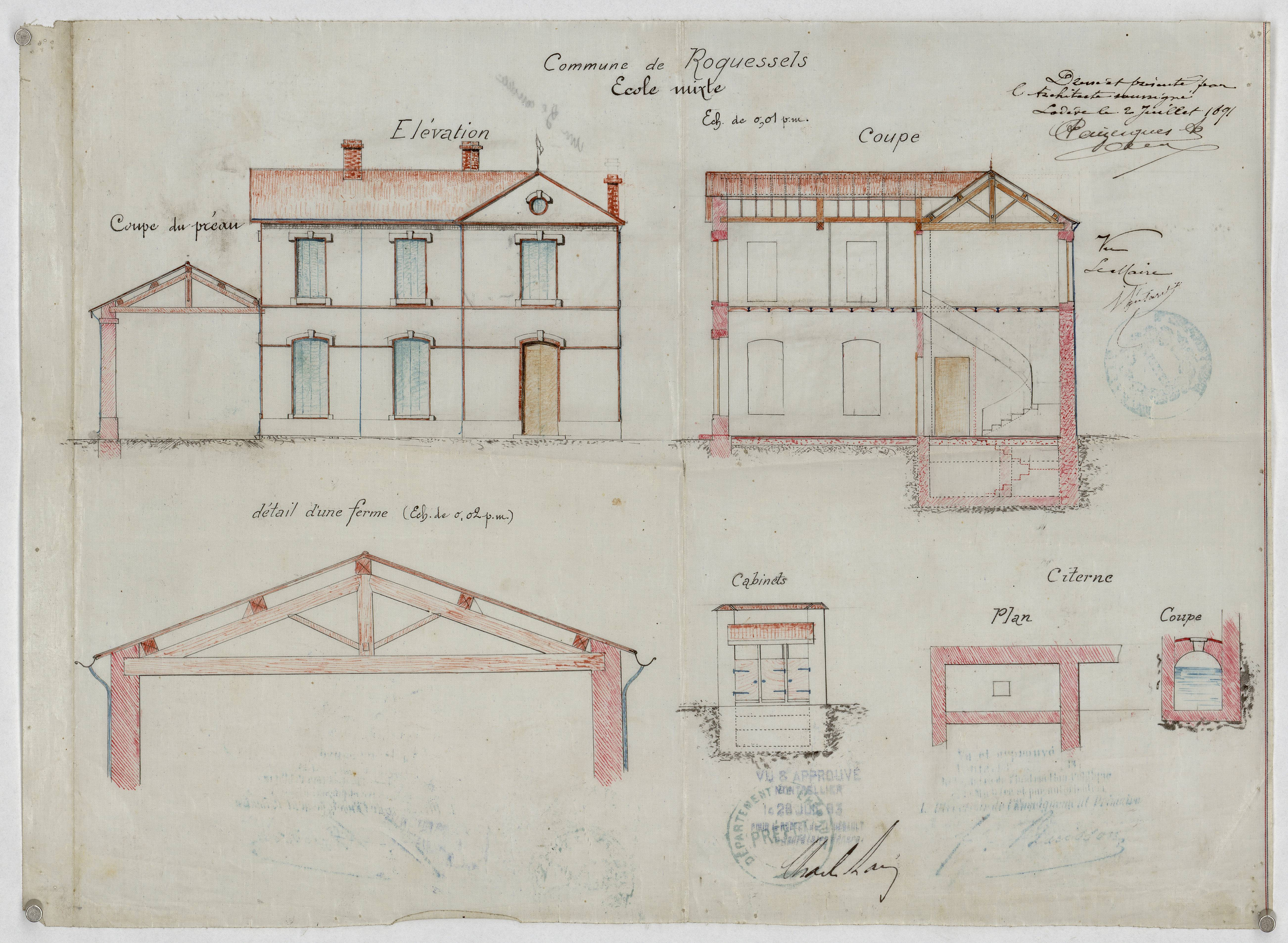
Plan de l'école (1891)

## Politique et administration
| Période      | Période      | Identité             | Étiquette | Qualité              |
| ------------ | ------------ | -------------------- | --------- | -------------------- |
| 1947         | 1953         | Joseph Calmette      |           |                      |
| 1953         | 1971         | Pierre Benezech      |           |                      |
| 1971         | 1989         | Georges Calmette     |           |                      |
| 1989         | mars 2001    | Jean-Pierre Benezech |           |                      |
| mars 2001    | mars 2008    | Alain Crouzatier     |           |                      |
| mars 2008    | mars 2014    | Marcel Buisson       |           |                      |
| mars 2014    | février 2025 | Michel Salles        | SE        | Agriculteur retraité |
| février 2025 | En cours     | Charleyne Boudal     |           |                      |

## Démographie
L'évolution du nombre d'habitants est connue à travers les recensements de la population effectués dans la commune depuis 1793. Pour les communes de moins de 10 000 habitants, une enquête de recensement portant sur toute la population est réalisée tous les cinq ans, les populations de référence des années intermédiaires étant quant à elles estimées par interpolation ou extrapolation. Pour la commune, le premier recensement exhaustif entrant dans le cadre du nouveau dispositif a été réalisé en 2007.

En 2022, la commune comptait 111 habitants, en évolution de +3,74 % par rapport à 2016 (Hérault : +7,49 %, France hors Mayotte : +2,11 %).
| 1793 | 1800 | 1806 | 1821 | 1831 | 1836 | 1841 | 1846 | 1851 |
| ---- | ---- | ---- | ---- | ---- | ---- | ---- | ---- | ---- |
| 128  | 125  | 138  | 160  | 150  | 185  | 176  | 160  | 150  |

| 1856 | 1861 | 1866 | 1872 | 1876 | 1881 | 1886 | 1891 | 1896 |
| ---- | ---- | ---- | ---- | ---- | ---- | ---- | ---- | ---- |
| 186  | 202  | 191  | 175  | 216  | 169  | 180  | 160  | 170  |

| 1901 | 1906 | 1911 | 1921 | 1926 | 1931 | 1936 | 1946 | 1954 |
| ---- | ---- | ---- | ---- | ---- | ---- | ---- | ---- | ---- |
| 197  | 169  | 159  | 155  | 146  | 154  | 158  | 140  | 112  |

| 1962 | 1968 | 1975 | 1982 | 1990 | 1999 | 2006 | 2007 | 2012 |
| ---- | ---- | ---- | ---- | ---- | ---- | ---- | ---- | ---- |
| 114  | 112  | 115  | 97   | 123  | 123  | 130  | 131  | 112  |

| 2017 | 2022 | - | - | - | - | - | - | - |
| ---- | ---- | - | - | - | - | - | - | - |
| 104  | 111  | - | - | - | - | - | - | - |

## Économie

### Emploi
|                | 2008   | 2013   | 2018  |
| -------------- | ------ | ------ | ----- |
| Commune        | 15,2 % | 8,7 %  | 6,7 % |
| Département    | 10,1 % | 11,9 % | 12 %  |
| France entière | 8,3 %  | 10 %   | 10 %  |

En 2018, la population âgée de 15 à 64 ans s'élève à 58 personnes, parmi lesquelles on compte 66,7 % d'actifs (60 % ayant un emploi et 6,7 % de chômeurs) et 33,3 % d'inactifs,. En  2018, le taux de chômage communal (au sens du recensement) des 15-64 ans est inférieur à celui de la France et du département, alors qu'en 2008 la situation était inverse.
La commune est hors attraction des villes,. Elle compte 26 emplois en 2018, contre 33 en 2013 et 37 en 2008. Le nombre d'actifs ayant un emploi résidant dans la commune est de 37, soit un indicateur de concentration d'emploi de 72,2 % et un taux d'activité parmi les 15 ans ou plus de 45,7 %.
Sur ces 37 actifs de 15 ans ou plus ayant un emploi, 17 travaillent dans la commune, soit 47 % des habitants. Pour se rendre au travail, 76,3 % des habitants utilisent un véhicule personnel ou de fonction à quatre roues, 7,9 % s'y rendent en deux-roues, à vélo ou à pied et 15,8 % n'ont pas besoin de transport (travail au domicile).

### Activités hors agriculture
11 établissements sont implantés  à Roquessels au 31 décembre 2019.
Le secteur du commerce de gros et de détail, des transports, de l'hébergement et de la restauration est prépondérant sur la commune puisqu'il représente 63,6 % du nombre total d'établissements de la commune (7 sur les 11 entreprises implantées  à Roquessels), contre 28 % au niveau départemental.

### Agriculture
La commune est dans le « Soubergues », une petite région agricole occupant le nord-est du département de l'Hérault. En 2020, l'orientation technico-économique de l'agriculture  sur la commune est la viticulture.
|               | 1988 | 2000 | 2010 | 2020 |
| ------------- | ---- | ---- | ---- | ---- |
| Exploitations | 16   | 16   | 11   | 11   |
| SAU (ha)      | 233  | 269  | 267  | 241  |

Le nombre d'exploitations agricoles en activité et ayant leur siège dans la commune est passé de 16 lors du recensement agricole de 1988  à 16 en 2000 puis à 11 en 2010 et enfin à 11 en 2020, soit une baisse de 31 % en 32 ans. Le même mouvement est observé à l'échelle du département qui a perdu pendant cette période 67 % de ses exploitations,. La surface agricole utilisée sur la commune est restée relativement stable, passant de 233 ha en 1988 à 241 ha en 2020. Parallèlement la surface agricole utilisée moyenne par exploitation a augmenté, passant de 15 à 22 ha.

## Culture locale et patrimoine

### Lieux et monuments
- Le château médiéval de Roquessels offre un point de vue sur la région. S'il a été partiellement détruit au siècle dernier, il subsiste une chapelle intacte du XIIe siècle.
- Église de l'Assomption-de-Notre-Dame de Roquessels.
- Chapelle Notre-Dame de Roquessels.

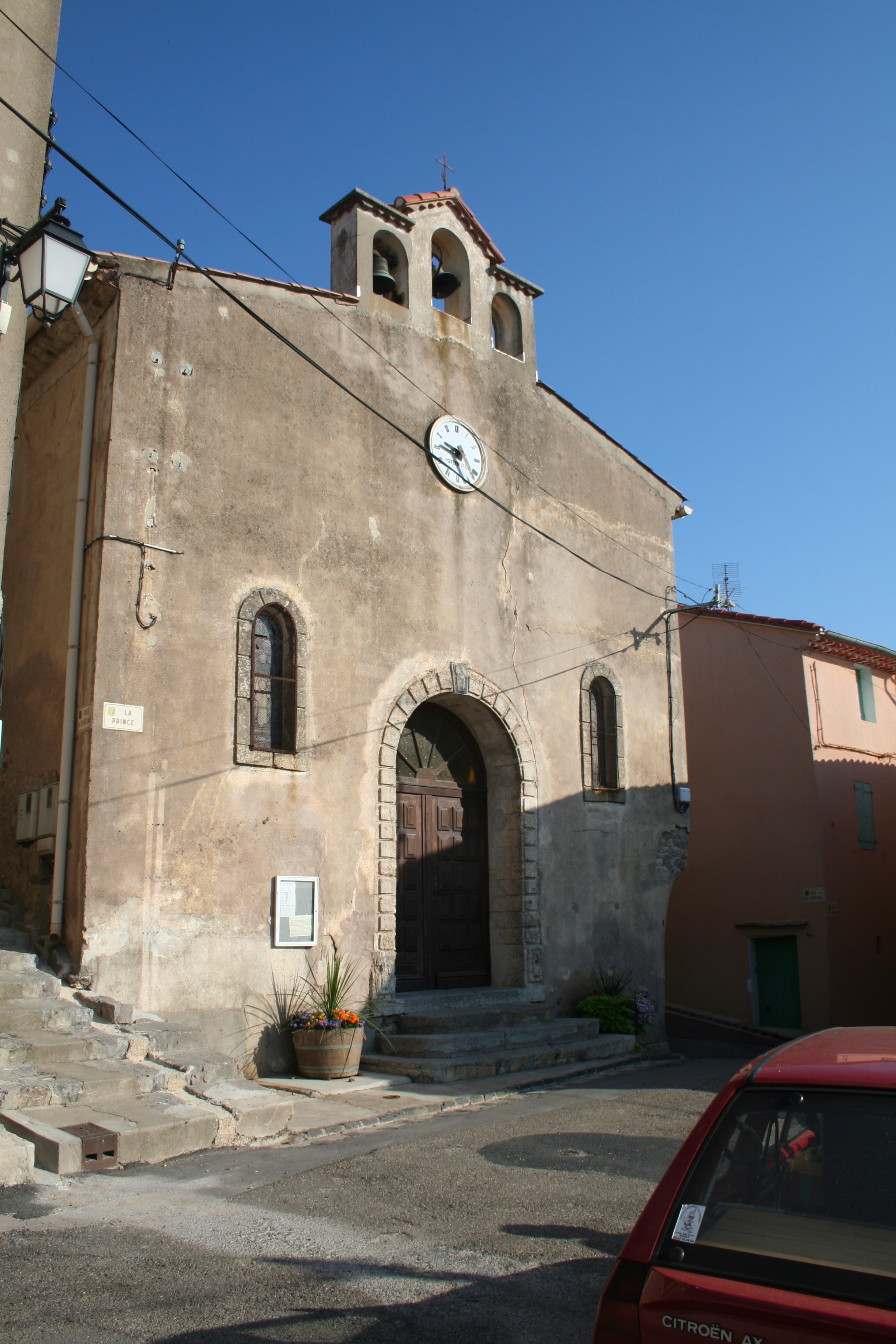
Église de l'Assomption-de-Notre-Dame.
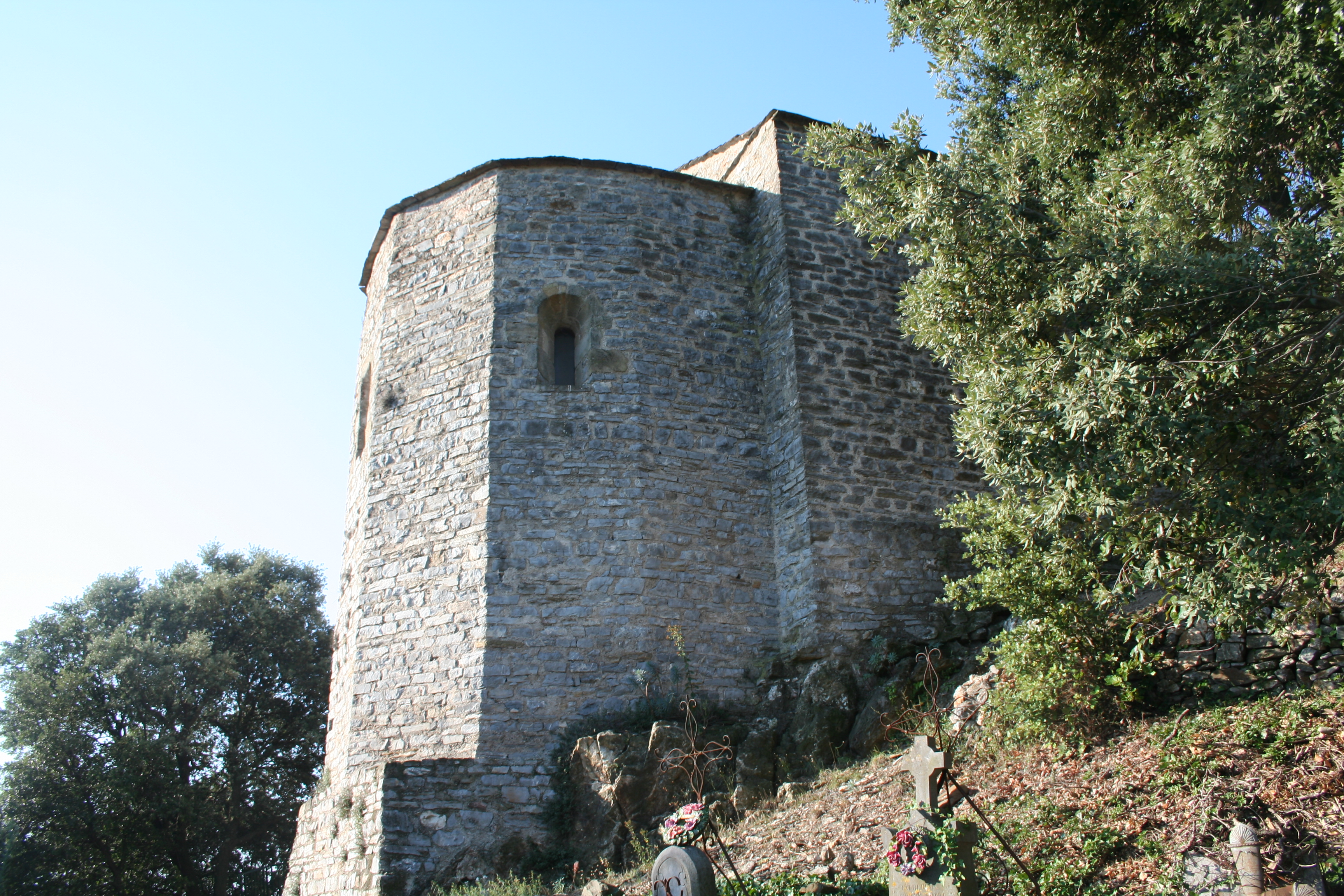
Chevet de la chapelle Notre-Dame de Roquessels.

### Héraldique
|  | Les armoiries de Roquessels se blasonnent ainsi : « De sable, au pairle losangé d'argent et de sable ». |

### Personnalités liées à la commune
- Frotard de Roquessels[28], chevalier templier, commandeur entre autres de la maison du Temple de Pézenas (1192-1193), de Périès (1202) ou encore de Sainte-Eulalie-de-Cernon (1184-1188, 1198) ;
- Guilhem de Roquessels, évêque de Béziers (1199-1205)[29],[30].